# Параф (музичка група)
Параф је био панк бенд из Ријеке, СФРЈ (данас Хрватска).

## Дискографија
Албуми
- „А дан је тако лијепо почео...“ ЛП (ЗКП РТЉ, 1980)
- „Излети“ ЛП (ЗКП РТЉ, 1982)
- „Заставе“ ЛП (ЗКП РТЉ, 1984)

Синглови
- „Ријека“/„Мој живот је нови вал“ (РТВ Љ, 1979)
- „Фини дечко“/„Тужне уши“ (РТВ Љ, 1981)

Компилације
- "Нови панк вал 78-80" ЛП (ЗКП РТЉ, 1980)